# Demondein
Demondein is een bestuurslaag in het regentschap Flores Timur van de provincie Oost-Nusa Tenggara, Indonesië. Demondein telt 332 inwoners (volkstelling 2010).